# Neutralisme
El neutralisme és una relació biològica, entre dues espècies o poblacions que interaccionen, en la qual cap dels individus rep benefici ni perjudici.
El neutralisme pur és molt poc probable o impossible de provar. Al tractar les complexes xarxes d'interaccions presentades pels ecosistemes, pot ser difícil afirmar amb certesa que no hi ha absolutament cap competència o benefici entre cap de les espècies. Atès que el neutralisme pur és rar o inexistent, aquest terme sovint s'aplica a situacions on les interaccions són poc més que insignificants o menyspreables.
Un exemple de neutralisme és la relació entre els Lactobacillus i els Streptococcus, els primers sent uns bacteris gram-positius importants de la microbiota intestinal, i els segons també són bacteris grampositius, i en l'humà és causant d'una sèrie de patologies, com ara amigdalitis, meningitis o pneumònia. Però, quan els dos gèneres bacterians es troben coexistint en el mateix hàbitat (l'humà), la presència d'una d'elles no té efecte sobre l'altra i viceversa.

## Diferències respecte al comensalisme
En el cas que una espècie rebi benefici i una altra no resulti beneficiada ni perjudicada, es parla de comensalisme. Aquest tipus de relació (comensalisme) es dona entre el peix rèmora i el tauró. El peix rèmora obté aliment de les restes de menjar que escapen de la boca del tauró quan ataca una presa. Per la seva banda, el tauró ni es beneficia ni és perjudicat per la interacció.